# Gans-Nelson Fight
Gans-Nelson Fight è un cortometraggio muto del 1908. Il nome del regista del documentario non viene riportato come neppure quello dell'operatore.
L'incontro di pugilato venne vinto da Battling Nelson. Nel 1906, si era tenuto un memorabile incontro tra i due pugili, che era durato 42 riprese ed era stato vinto da Gans. Due anni dopo, nel 1908, a Colma, in California, era stata organizzata la rivincita: i due incontri successivi - il primo svoltosi il 4 luglio, il secondo il 9 settembre - videro la sconfitta di Gans. Ormai a fine carriera, malato di tubercolosi, il grande pugile perse per KO, ritirandosi poi definitivamente. Muore nel 1910, a soli 35 anni.

## Trama
Girato il 9 settembre 1908, documenta l'ultimo incontro tra Joe Gans e Battling Nelson per la conquista del titolo di campione del mondo dei pesi leggeri. Vince, per KO, Battling Nelson.

## Produzione
Il film fu prodotto dalla Selig Polyscope Company. Venne girato il 9 settembre 1908 a Colma, in California.

## Distribuzione

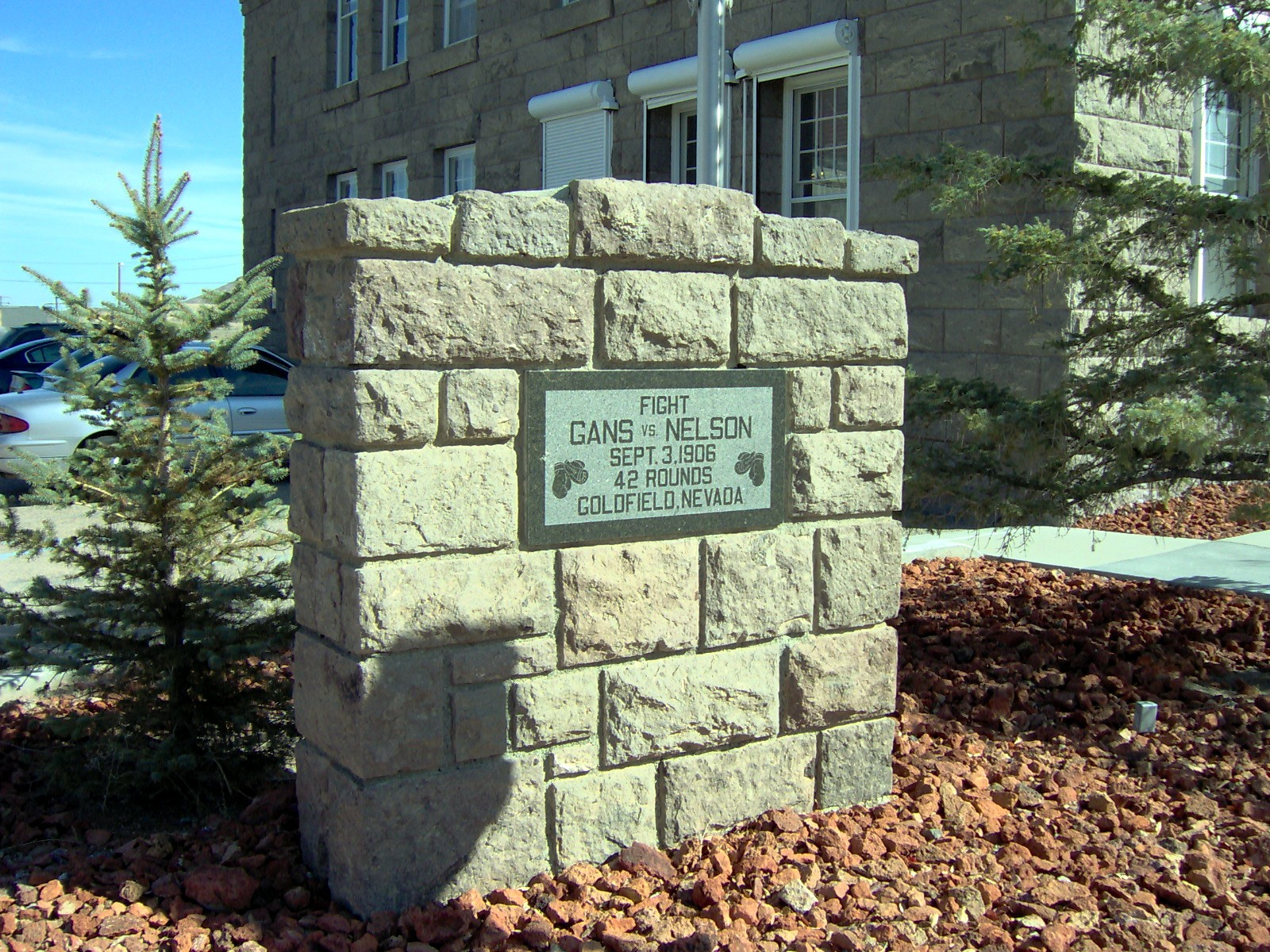
Targa commemorativa dell'incontro tra Gans e Nelson del 1906

Il film fu distribuito dalla Chicago Film Exchange o dalla Selig Polyscope Company.